# Widford, Oxfordshire
Widford är en by i civil parish Swinbrook and Widford, i distriktet West Oxfordshire, i grevskapet Oxfordshire, i England. Byn är belägen 9 km från Witney. Fram till 1844 låg den i Gloucestershire. Widford var en civil parish fram till 1932 när blev den en del av Swinbrook and Widford och Shilton. Civil parish hade 29 invånare år 1931. Byar nämndes i Domedagsboken (Domesday Book) år 1086, och kallades då Widiforde.